# Ларс Юганссон (хокеїст)
Ларс Юганссон (швед. Lars Johansson, нар. 11 липня 1987, Авеста) — шведський хокеїст, воротар клубу ШХЛ «Вестра Фрелунда». Гравець збірної команди Швеції.

## Ігрова кар'єра
Професійну хокейну кар'єру розпочав 2007 року.
Більшість ігрової кар'єри провів у Швеції в складі команд «Мора ІК», «Вестерос» та «Вестра Фрелунда». У складі останньої став переможцем Ліга чемпіонів у сезоні 2015–16 років.
23 травня 2016 року Ларс на правах вільного агента підписав однорічний контракт з командою Національної хокейної ліги «Чикаго Блекгокс». Сезон 2016–17 років швед провів у фарм-клубі «Рокфорд АйсГогс» (АХЛ).
3 липня 2017 року, Юганссон покинув «Блекгокс», погодившись на річний контракт з російським клубом ЦСКА (Москва) з Континентальної хокейної ліги.
Після п'яти сезонів у КХЛ, окрім команди ЦСКА (Москва) швед виступав за СКА (Санкт-Петербург), Юганссон покинув Росію після сезону 2021–22 років та повернувся до свого попереднього клубу, «Вестра Фрелунда» (ШХЛ), погодившись на трирічний контракт 13 травня 2022 року.
У складі національної збірної команди Швеції учасник зимових Олімпійських ігр 2022 року.

## Досягнення
- Переможець Ліга чемпіонів у складі «Вестра Фрелунда» — 2016.
- Голкіпер року в Швеції — 2016.[6]
- Учасник матчі всіх КХЛ — 2019.
- Володар Кубка Гагаріна у складі ЦСКА (Москва) — 2019.[7]